# José Ernesto de Sousa
Ernesto de Sousa, nascido José Ernesto de Sousa (Lisboa, 18 de abril de 1921 — Lisboa, 6 de outubro de 1988) foi um artista multidisciplinar, fotógrafo, cineasta e iniciador do movimento cineclubista em Portugal, e crítico de arte português, atividades a que dedicou toda a sua vida.
Entregou-se, desde muito jovem, ao estudo da arte e da fotografia. Espírito aberto, polémico, pioneiro em muitas das coisas em que se empenhou, exerceu uma vasta acção no campo artístico: artes visuais, cinema, teatro,  jornalismo, rádio,  crítica e ensaio. Como realizador, é reconhecido como um dos fundadores do chamado Novo Cinema (Dom Roberto - 1962), filme que inaugura o movimento, com Os Verdes Anos, de Paulo Rocha.
Não seria no entanto o cinema o seu meio de expressão mais assíduo. De um modo diversificado e prolífero, faz-se notar noutras artes, dedicando muito do seu tempo à fotografia. «As reflexões teóricas e o trabalho de Ernesto de Sousa na área da Fotografia foram elementos fundamentais para a inauguração da contemporaneidade artística».

## Biografia
Segue o curso de físico-química na Faculdade de Ciências de Lisboa (anos 40) onde organiza uma exposição sobre arte africana da Associação de Estudantes. Começa a colaborar com jornais e revistas como a Seara Nova, Horizonte, Vértice, Mundo Literário (1946-1948) e Colóquio Artes.
Entra em violenta divergência com os seus contemporâneos surrealistas. Inicia a sua participação como crítico e teórico do neo-realismo artístico e literário dos anos 40, por entender ser esse o local propício ao magistério da arte como instrumento de libertação social e individual.
Entre 1949 e 1952 vive em Paris onde frequenta cursos de cinema da Cinemateca Francesa, da Sorbonne e do Institut de Hautes Études Cinematographiques, aulas de arte na Ecole du Louvre e faz o Cours d'Initiation aux Arts Plastiques de Jean d'Yvoire, com quem manterá relações de amizade. É membro do Ciné-Club du Quartier Latin, onde trava conhecimento com André Bazin e François Truffaut. Estagia em Marly-le-Roy, onde convive com Alain Resnais,  Agnès Varda e Jean Michel, presidente da Federação dos Cine-Clubes Franceses.
É tido como fundador do primeiro cineclube em Portugal, o Círculo de Cinema (1946). Em 1948, a sede do Círculo é assaltada pela PIDE, que prende Ernesto de Sousa e os restantes membros da direcção. Esta será a primeira de quatro prisões por motivos político-culturais.
O carácter cultural e cívico desenvolvido por Ernesto de Sousa estende-se a todo o país e é completado pela revista Plano Focal, onde publica uma entrevista com Man Ray (nº 4, 1953),  e pela revista Imagem (2ª Série, 1956-61), de que é redactor principal, lutando pelo "cinema novo" em Portugal (ver novo cinema). Entrevista o crítico Bernard Dort e o realizador Chris Marker, entre outros.
Dirige a revista Imagem e prossegue a actividade cineclubista, revelando a toda uma geração de cinéfilos e jovens universitários de Lisboa os movimentos vanguardistas ou representativos do cinema dessa época.
Entusiasmado pela sétima arte, consegue realizar, com meios precários - tendo Raul Solnado como actor principal e outros actores que ficariam - o filme Dom Roberto,  premiado no Festival de Cannes de 1963 (Menção Especial do Júri do Melhor Filme para a Juventude). É então detido pela polícia política do Estado Novo, que o impede de estar presente em Cannes. Para financiar o projecto, Ernesto de Sousa tem a ideia de criar uma cooperativa de cinema, ideia que se manteria viva e que seria tema quente na revista Imagem.
Dedica-se entretanto à pesquisa no campo da arte popular portuguesa, dá a conhecer artistas como Rosa Ramalho e descobre a obra de Franklin Vilas Boas, engraxador de Esposende, que, para fazer esculturas, recolhe restos de troncos de árvores e destroços de madeira na praia e lhes retira «o que está a mais». Mantém-se activo no universo da arte, quer como comentador e escritor quer lidando com galeristas e trabalhando nos meios de difusão da arte em Portugal.
Em 1969 encena o exercício de comunicação poética, com música ao vivo por Jorge Peixinho e o Grupo de Música Contemporânea, destacando autores de quem gosta: Herberto Helder, Almada Negreiros, Luísa Neto Jorge, Mário Cesariny. Cria a 14ª Oficina Experimental para desenvolvimento de projectos colectivos, de "criação permanente", para «investigar e aprofundar as formas de comunicação». Colabora na revista Arte Opinião (1978-1982).
Almada Negreiros é para Ernesto de Sousa uma referência permanente. A obra e a personalidade deste autor são ponto de partida para artigos, livros, e «mixed-media».
Em meados dos anos 60 entra em contacto com o movimento Fluxus,  corresponde-se com Ken Friedman, entrevista Ben Vaultier e torna-se amigo de Robert Filliou e de Wolf Vostell. A partir de 1976, faz uma primeira visita ao Museu Vostell Malpartida, de Cáceres, e participa na inauguração da escultura VOAEX Inspirado por Wolf Vostell e sua arte e o projeto do museu a participação de muitos artistas portugueses. Estará entretanto presente em estágios e congressos internacionais dedicados ao estudo da comunicação e da pedagogia, através dos meios audiovisuais.
Em 1972 Ernesto de Sousa visita a Documenda 5, em Kassel, onde entrevista Joseph Beuys. Fascinado pela vida e obra deste artista alemão, sublinha a vertente pedagógica do seu trabalho e a concepção da arte como vida. Desenvolve projectos artísticos em vídeo e organiza, em 1977, a exposição Alternativa Zero, na Galeria Nacional de Arte Moderna, em Belém.
Recupera os painéis de Almada no Cine San Carlos em Madrid e consegue transportá-los para Portugal, numa importante operação no âmbito da defesa do património nacional.
Envolve-se nas correntes de mail art. É sócio fundador da Galeria Diferença (1978),  membro da AICA e do IKG (Internationales Künstler Gremium).
Ainda entre os anos 60 e 80, divulga a videoarte, o happening, a performance, em cursos, artigos e conferências que contribuem para abrir caminhos à arte portuguesa, entre as quais, Arte portuguesa actual, na Ecole Supérieure d'Arts Visuels, em Genebra, a convite de Chérif Défraoui. Apresenta, em 1976, o Ciclo sobre arte vídeo, no Instituto Alemão de Lisboa, em colaboração com a videoteca do Neuer Berliner Kunstverein  Faz ainda a apresentação de vídeos de R. Hamilton, Vostell, Beuys, Rebecca Horn, Allan Kaprov. Por convite de Dulce d'Agro, introduz o ciclo Performing Arts, na Galeria Quadrum, em que se exibe vasta documentação visual sobre happenings, envolvimentos, performances, events, videoarte e nova fotografia, em colaboração com Gina Pane, Ulrike Rosenbach e Dany Block, entre outros.
É comissário por Portugal para a Bienal de Veneza em 1980, 1982 e 1984.

### Autobiografia
Autobiografia,  in desdobrável da exposição "A Tradição como Aventura", Gal. Quadrum, Lisboa, 1978
(…) A paixão da pintura, foi quando eu comecei a fabricar tintas. Eu acabava um curso universitário. De ciências… Foi a grande re-volta. Que depois se transformou em câmara escura.
O cinema. A descoberta do Outro. O "Dom Roberto" e a "Imagem". A cultura, a França (a "Grande Chaumière", os estúdios). O teatro radiofónico (foi quando conheci o Redol, um homem bom). O outro teatro (foi quando conheci o José Rodrigues, o Peixinho, a Rosa). E o Raúl Brandão e o Porto.
Algés e o Primeiro Acto: fluxus e para além do teatro. Tinha conhecido Almada Negreiros. Comecei.
A Itália, a Rússia, a Europa, o Mundo.
A música, o Grupo de Música Contemporânea: eu fui da banda.
Crítica de arte (foi quando conheci o Lopes Graça), a Seara Nova, o neo-realismo e depois o 25de Abril. A crítica é uma opção ou uma necessidade? Em Portugal é uma necessidade (Garrett).
A paixão da escultura. A arte popular (…)
Comecei a experiência da apropriação de textos literários-tipográficos em 1977 ("Alternativa Zero"). Exposição de Orlando (Virginia Woolf). Absoluta des-autorização (anonimato) e o carácter tautológico (tradução, tipo-grafia). Jogava-se a coincidência de sentido como investigação estética. Coincidência com a própria exposição: o tempo,  total evanescência e uma hecatombe de palavras. Zero. (…)

## Cinema
- 1954 - O Natal na Arte Portuguesa
- 1962 - Dom Roberto
- 1969 - Crianças Autistas
- 1975 - Cantigamente Nº5 (longa-metragem de Cantigamente, série TV): os anos 60 a 65